# Группа армий «Северная Украина»
Группа армий «Северная Украина» (нем. Heeresgruppe Nordukraine) — оперативно-стратегическое объединение в вооружённых силах Германии во время Второй мировой войны.

## История группы армий
Создана 4 апреля 1944 года на основе группы армий «Юг». Действовала на Западной Украине. Летом 1944 года она противостояла 1-му Украинскому фронту Красной Армии во время Львовско-Сандомирской стратегической наступательной операции (13 июля - 29 августа 1944 года). В августе 1944 года 4-я танковая армия и 17-я армия оборонялись между Карпатскими горами и Полесскими болотами в Галиции. 23 сентября 1944 года переформирована в группу армий «А».

## Состав группы армий
В апреле 1944:
- 1-я танковая армия
  - 2-й танковый корпус СС
  - 3-й танковый корпус
  - 24-й танковый корпус
  - 46-й танковый корпус
  - 59-й армейский корпус
- 4-я танковая армия
  - 48-й танковый корпус
  - 13-й армейский корпус
  - 42-й армейский корпус
- 1-я армия (венгерская)

В августе 1944:
- 4-я танковая армия
  - 3-й танковый корпус
  - 46-й танковый корпус
  - 56-й танковый корпус
  - 42-й армейский корпус
- 17-я армия
  - 5-й армейский корпус
  - 48-й армейский корпус
- армейская группа «Хайнрици»
  - 24-й танковый корпус
  - 11-й армейский корпус

общая численность 40 дивизий (к августу 1944)

## Командующие группой армий
- Генерал-фельдмаршал Вальтер Модель (до 16 августа 1944)
- Генерал-полковник Йозеф Харпе